# Г'ю Гессель Тільтман
Г'ю Гессель Тільтман (2 лютого 1897, Бірмінгем — 10 серпня 1976) — британський письменник і журналіст, автор книжки «Селянська Єропа» (1934), в якій велике місце відведене українцям.

Його дружина (Marjorie Hessell Tiltman) заповіла £100,000 до Літературного фонду ПЕН-клубу, щоб кожного року сплачувати премію Hessell-Tiltman Prize.